# Gravelotte
Pour l’article homonyme, voir Gravelotte (Limpopo).
Gravelotte est une commune française située dans le département de la Moselle.

## Géographie
Gravelotte se situe sur le plateau messin, à une altitude de 320 mètres, sur l’axe Metz-Verdun, à une quinzaine de kilomètres de Metz. Il y existe une activité agricole intensive avec des cultures de betteraves, de céréales et de l’élevage.
La commune fait partie du parc naturel régional de Lorraine.
| Verneville                        |                 | Rozérieulles |
| Saint-Marcel (Meurthe-et-Moselle) | Gravelotte      | Jussy        |
| Rezonville-Vionville              | Ars-sur-Moselle | Vaux         |

### Hydrographie
La commune est située dans le bassin versant du Rhin au sein du bassin Rhin-Meuse. Elle est drainée par le ruisseau de Parfond Val et le ruisseau la Mance.

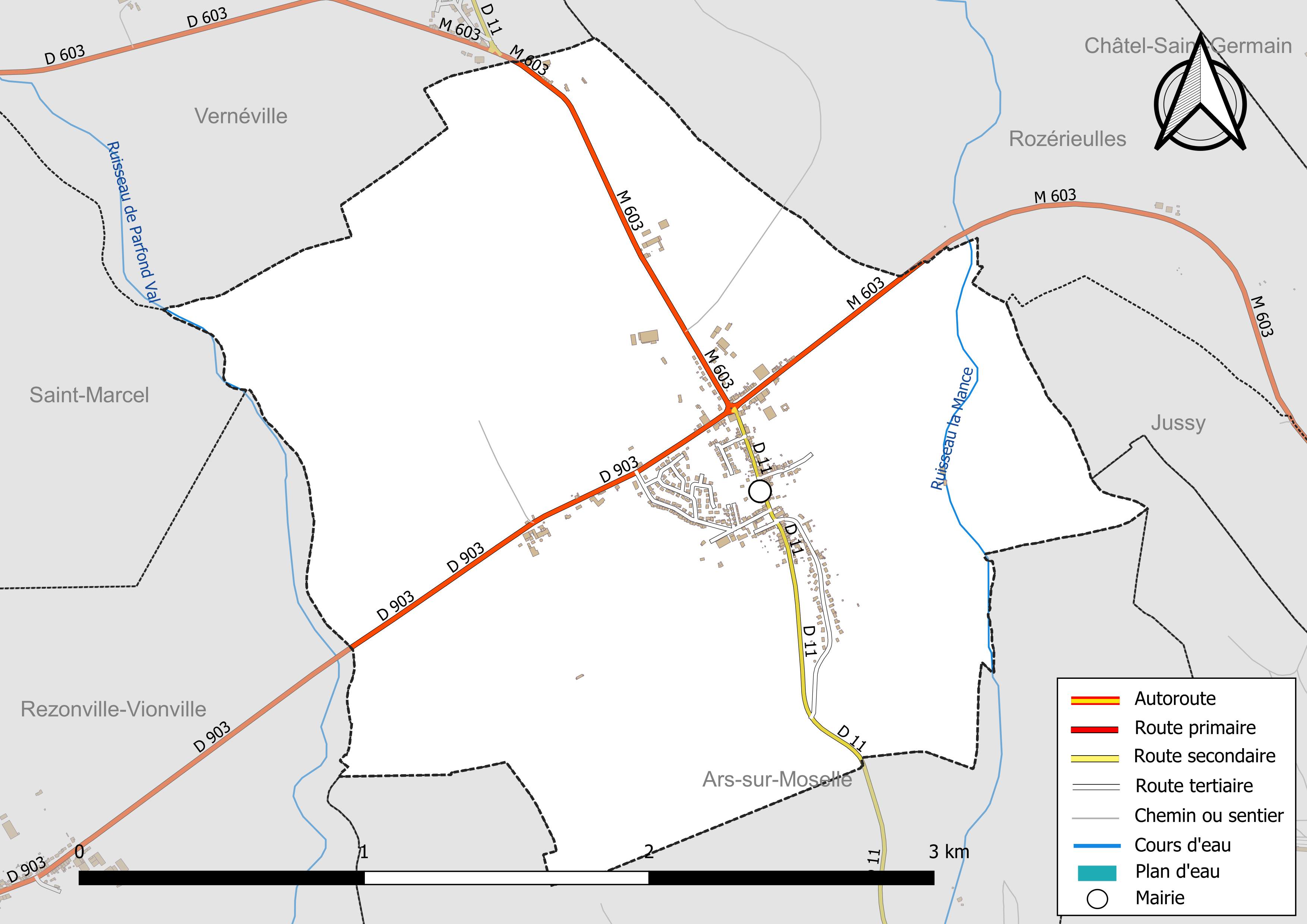
Réseaux hydrographique et routier de Gravelotte.

### Climat
Pour des articles plus généraux, voir Climat du Grand Est et Climat de la Moselle.
En 2010, le climat de la commune est de type climat de montagne, selon une étude du Centre national de la recherche scientifique s'appuyant sur une série de données couvrant la période 1971-2000. En 2020, Météo-France publie une typologie des climats de la France métropolitaine dans laquelle la commune est exposée à un climat semi-continental et est dans la région climatique  Lorraine, plateau de Langres, Morvan, caractérisée par un hiver rude (1,5 °C), des vents modérés et des brouillards fréquents en automne et hiver. 
Pour la période 1971-2000, la température annuelle moyenne est de 9,4 °C, avec une amplitude thermique annuelle de 16,7 °C. Le cumul annuel moyen de précipitations est de 818 mm, avec 12,4 jours de précipitations en janvier et 9,1 jours en juillet. Pour la période 1991-2020, la température moyenne annuelle observée sur la station météorologique de Météo-France la plus proche, « Doncourt-lès-Conflans », sur la commune de Doncourt-lès-Conflans à 8 km à vol d'oiseau, est de 10,7 °C et le cumul annuel moyen de précipitations est de 710,3 mm. 
La température maximale relevée sur cette station est de 40,9 °C, atteinte le 25 juillet 2019 ; la température minimale est de −16,5 °C, atteinte le 26 décembre 2010,,. 
Les paramètres climatiques de la commune ont été estimés pour le milieu du siècle (2041-2070) selon différents scénarios d'émission de gaz à effet de serre à partir des nouvelles projections climatiques de référence DRIAS-2020. Ils sont consultables sur un site dédié publié par Météo-France en novembre 2022.

## Accès

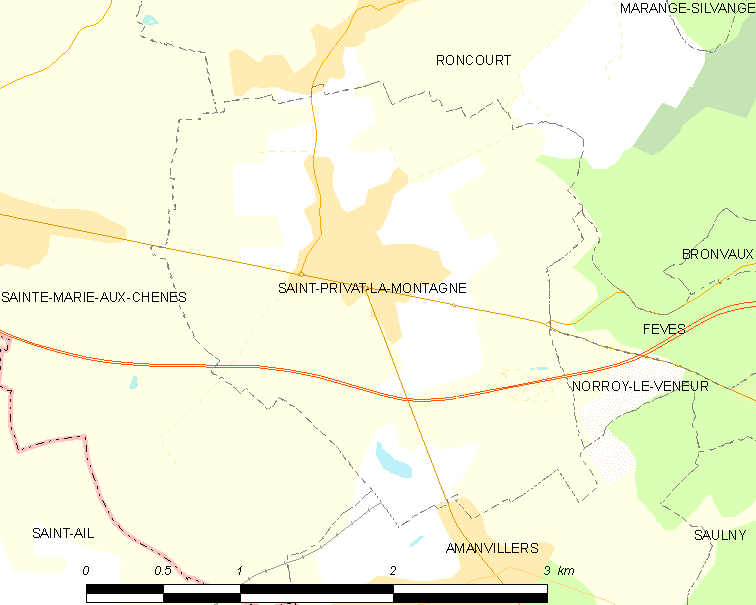
Carte de la commune.

### Par route
- A4 (sortie Sainte-Marie-aux-Chênes) ou A31 (sortie Moulins-lès-Metz).

### Par bus
Réseau Le Met’ :
- P 103  depuis Metz et Vernéville

### Par car
- Aucune desserte par car, hormis en services scolaires.

## Urbanisme

### Typologie
Au 1er janvier 2024, Gravelotte est catégorisée bourg rural, selon la nouvelle grille communale de densité à sept niveaux définie par l'Insee en 2022.
Elle est située hors unité urbaine. Par ailleurs la commune fait partie de l'aire d'attraction de Metz, dont elle est une commune de la couronne,. Cette aire, qui regroupe 245 communes, est catégorisée dans les aires de 200 000 à moins de 700 000 habitants,.

### Occupation des sols
L'occupation des sols de la commune, telle qu'elle ressort de la base de données européenne d’occupation biophysique des sols Corine Land Cover (CLC), est marquée par l'importance des territoires agricoles (78,9 % en 2018), en diminution par rapport à 1990 (80,3 %). La répartition détaillée en 2018 est la suivante : 
terres arables (73,8 %), forêts (13,7 %), zones urbanisées (7,3 %), prairies (5,1 %), milieux à végétation arbustive et/ou herbacée (0,1 %). L'évolution de l’occupation des sols de la commune et de ses infrastructures peut être observée sur les différentes représentations cartographiques du territoire : la carte de Cassini (XVIIIe siècle), la carte d'état-major (1820-1866) et les cartes ou photos aériennes de l'IGN pour la période actuelle (1950 à aujourd'hui).

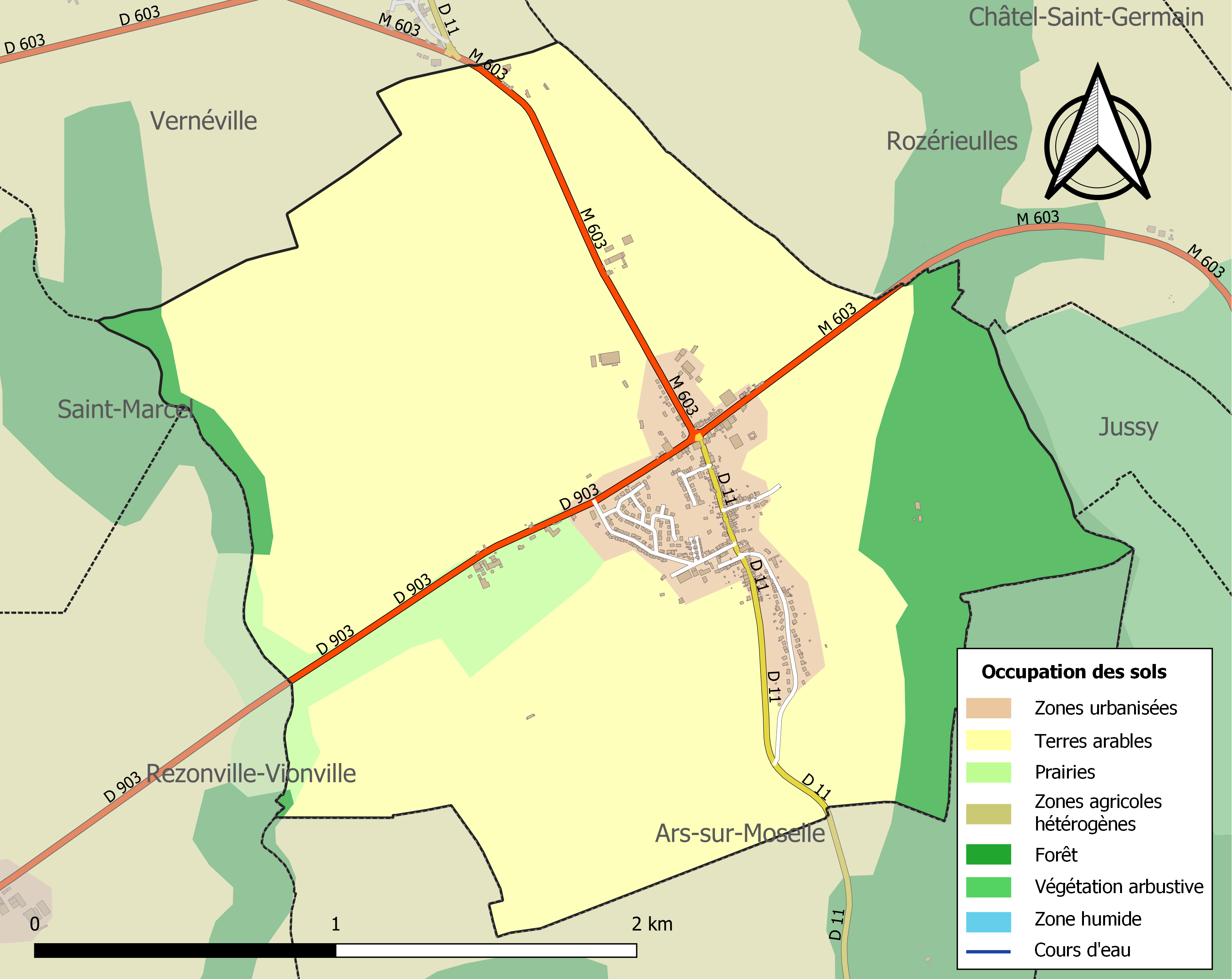
Carte des infrastructures et de l'occupation des sols de la commune en 2018 (CLC).

## Toponymie
- Graveium (1137) ; Gravei (1192) ; Gravey (1348) ; Gravilette (XVe siècle) ; Gracelette/Gravelette (1544) ; Gravelatte (1572) ; Gravela (XVIIe siècle).

## Histoire
Le village est connu sous le nom de Graveium en 1137. Détruit au XIVe siècle, il sera reconstruit par les seigneurs de Heu, famille noble messine.
Théâtre de violents combats en 1870, le village sera à nouveau détruit en septembre 1944, pendant la bataille de Metz.
Depuis 2003, la commune est membre de la communauté d'agglomération de Metz Métropole.

### Bataille de Gravelotte

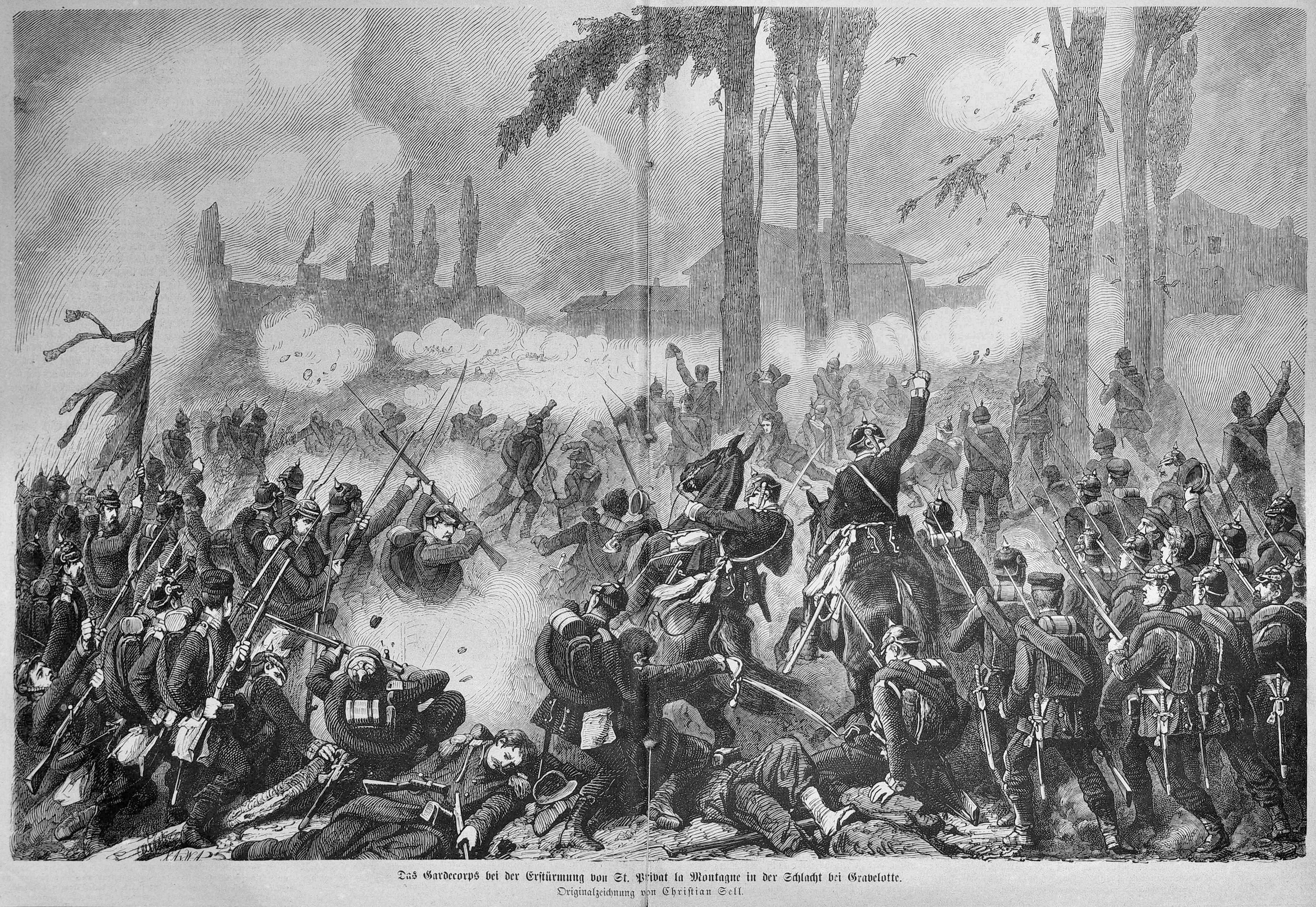
Le corps de garde en prise à Saint-Privat-la-Montagne lors de la bataille de Gravelotte. Gravure d’après une œuvre originale de Christian Gell.

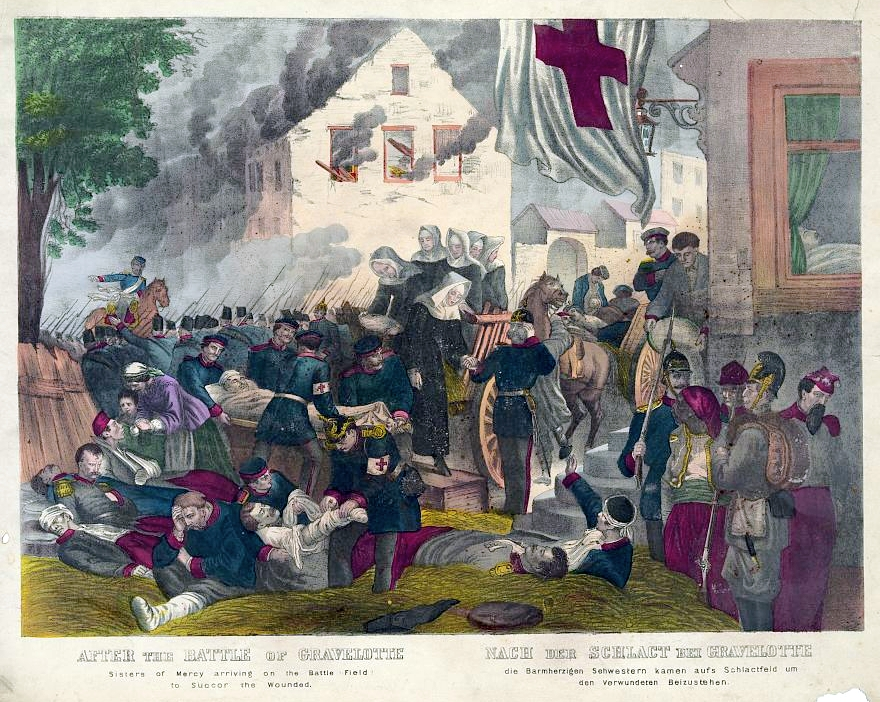
Les sœurs de la Miséricorde de Mercy à la bataille de Gravelotte.

Gravelotte et ses environs sont le siège de terribles combats au cours de la guerre franco-prussienne en août 1870, au point que les deux batailles de Rezonville le 16 août et de Saint-Privat le 18 août sont parfois englobées sous la dénomination de « bataille de Gravelotte ». On ne sait si c’est la densité du tir des armes à feu et des canons ou le nombre de soldats tombés sur le champ de bataille qui a donné naissance à l’expression « ça tombe comme à Gravelotte » ou « pleuvoir comme à Gravelotte » lorsqu’il pleut ou grêle énormément.
La bataille oppose les VIIe et VIIIe corps prussiens, dirigés par le général von Steinmetz, aux 2e corps du général Frossard et au 3e corps français du général Leboeuf, sous les ordres du maréchal François Achille Bazaine. Les Prussiens occupent alors le village de Gravelotte et le côté ouest du ravin de la Mance, tandis que les Français occupent le côté est du ravin sur les hauteurs de Rozérieulles. Durant les mouvements prussiens du 17 août, le génie français a fortifié ses positions et les fermes avoisinantes du Point du Jour, Saint-Hubert et de Moscou. Les Prussiens ont rencontré une vive résistance française, sans jamais réussir à déstabiliser l’organisation adverse. Au prix de pertes terribles, ils réussissent à prendre la ferme de Saint-Hubert. La nuit mettra fin au carnage. On déplore près de 5 300 morts et 14 500 blessés du côté prussien et 1 200 morts, 4 420 disparus et 6 700 blessés du côté français. Malgré l’indécision des combats et sa supériorité relative, l’armée française choisit alors d’abandonner le terrain pour se réfugier à Metz.
Cette bataille marque un tournant de la guerre, avec la destruction de l’une des deux armées françaises, celle du Rhin, et le début du siège de Metz, qui capitulera le 27 octobre 1870. C’est également la dernière bataille occidentale où la cavalerie, emmenée notamment par le général Michel Baud, joua un rôle important.

### Annexion allemande
À la demande expresse de Guillaume Ier, nouvel empereur allemand, qui surnommait le champ de bataille « le tombeau de ma Garde », Gravelotte et les villages voisins furent cédés à l’Empire allemand en échange de Belfort, qui resta française. Les champs de bataille devinrent des lieux de pèlerinage et plusieurs monuments commémoratifs à la mémoire des soldats allemands tombés au champ d’honneur furent érigés. L’ancien champ de bataille de Gravelotte-Saint-Privat fut honoré de plusieurs visites impériales et doté d’un musée, aujourd’hui à Gravelotte. La Halle du Souvenir, le monument commémoratif le plus important de cette époque dans la région, est inaugurée en 1905 par l’empereur Guillaume II en personne. C’est aujourd’hui un lieu de paix et de recueillement pour l’Allemagne et la France.

### Première Guerre mondiale
Lorsque la Première Guerre mondiale éclate, les Mosellans se battent « naturellement » pour l’Empire allemand. Beaucoup de jeunes mosellans tombent au champ d’honneur, cette fois sous l’uniforme allemand, sur le Front de l’Est, mais aussi à l’Ouest, en particulier en France et dans les Flandres. Le village est cependant épargné par les combats. Après l’Armistice de 1918 et la signature du traité de Versailles en juin 1919, la commune de Gravelotte redevient française.

### Seconde Guerre mondiale
Entre 1940 et 1944, la commune paye son tribut à la guerre. Comme dans le reste de la Moselle annexée, beaucoup de jeunes gens incorporés de force dans les armées allemandes furent envoyés sur le front de l’Est, certains ne revinrent jamais. La commune fut libérée par les troupes du général Patton à l’automne 1944, au cours de la bataille de Metz. Opposée à la 462e Infanterie-Division, les troupes américaines comprirent rapidement que les forts de Metz, tenus notamment par les Fahnenjunkern de von Siegroth, ne se rendraient pas sans combattre. Pas moins de 25 chars de la 7e division blindée américaine furent détruits dans le secteur, entre le 4 et le 8 septembre 1944, par le groupe de combat von Siegroth. Les combats, qui reprirent sur les lieux mêmes de la guerre de 1870, ne se terminèrent qu’en novembre 1944, avec la prise de Metz et la capitulation des forces allemandes du secteur.
La ville a été décorée de la croix de guerre 1939-1945.

## Politique et administration
| Période                                  | Période  | Identité         | Étiquette | Qualité                                                       |
| ---------------------------------------- | -------- | ---------------- | --------- | ------------------------------------------------------------- |
| 1945                                     | 1953     | Charles Lemoine  |           |                                                               |
| 1953                                     | 1977     | Paul Driant      | RPF       | Sénateur (1948-1974) président du conseil général (1955-1979) |
| 1977                                     | 1983     | Arthur Torloting |           |                                                               |
| 1983                                     | 1989     | Claude Paul      |           |                                                               |
| 1989                                     | 2008     | Léon Muller      |           |                                                               |
| 2008                                     | En cours | Michel Torloting |           |                                                               |
| Les données manquantes sont à compléter. |          |                  |           |                                                               |

## Démographie
L'évolution du nombre d'habitants est connue à travers les recensements de la population effectués dans la commune depuis 1793. Pour les communes de moins de 10 000 habitants, une enquête de recensement portant sur toute la population est réalisée tous les cinq ans, les populations de référence des années intermédiaires étant quant à elles estimées par interpolation ou extrapolation. Pour la commune, le premier recensement exhaustif entrant dans le cadre du nouveau dispositif a été réalisé en 2008.

En 2022, la commune comptait 813 habitants, en évolution de −2,05 % par rapport à 2016 (Moselle : +0,52 %, France hors Mayotte : +2,11 %).
| 1793 | 1800 | 1806 | 1821 | 1836 | 1841 | 1861 | 1866 | 1871 |
| ---- | ---- | ---- | ---- | ---- | ---- | ---- | ---- | ---- |
| 380  | 356  | 380  | 414  | 475  | 522  | 697  | 708  | 669  |

| 1875 | 1880 | 1885 | 1890 | 1895 | 1900 | 1905 | 1910 | 1921 |
| ---- | ---- | ---- | ---- | ---- | ---- | ---- | ---- | ---- |
| 646  | 650  | 673  | 575  | 511  | 573  | 576  | 492  | 402  |

| 1926 | 1931 | 1936 | 1946 | 1954 | 1962 | 1968 | 1975 | 1982 |
| ---- | ---- | ---- | ---- | ---- | ---- | ---- | ---- | ---- |
| 374  | 365  | 388  | 282  | 355  | 375  | 428  | 508  | 507  |

| 1990 | 1999 | 2006 | 2008 | 2013 | 2018 | 2022 | - | - |
| ---- | ---- | ---- | ---- | ---- | ---- | ---- | - | - |
| 530  | 652  | 687  | 697  | 796  | 829  | 813  | - | - |

## Vie associative
La commune possède onze associations :
- AS Gravelotte
- Culture et Loisirs : feu de la Saint-Jean, fête de la Mirabelle et de Halloween, marché de Noël
- Club de l’Amitié
- Les Enfants d’abord
- Les Enfants du Verger
- Souvenir Français
- Vie Paroissiale

## Économie
Vingt commerçants et artisans dont un café-brasserie, une boulangerie-pâtisserie, un garage de véhicules de collection et un club équestre.

## Culture locale et patrimoine

### Lieux et monuments
- Passage de la voie romaine.

#### Lieux et édifices militaires

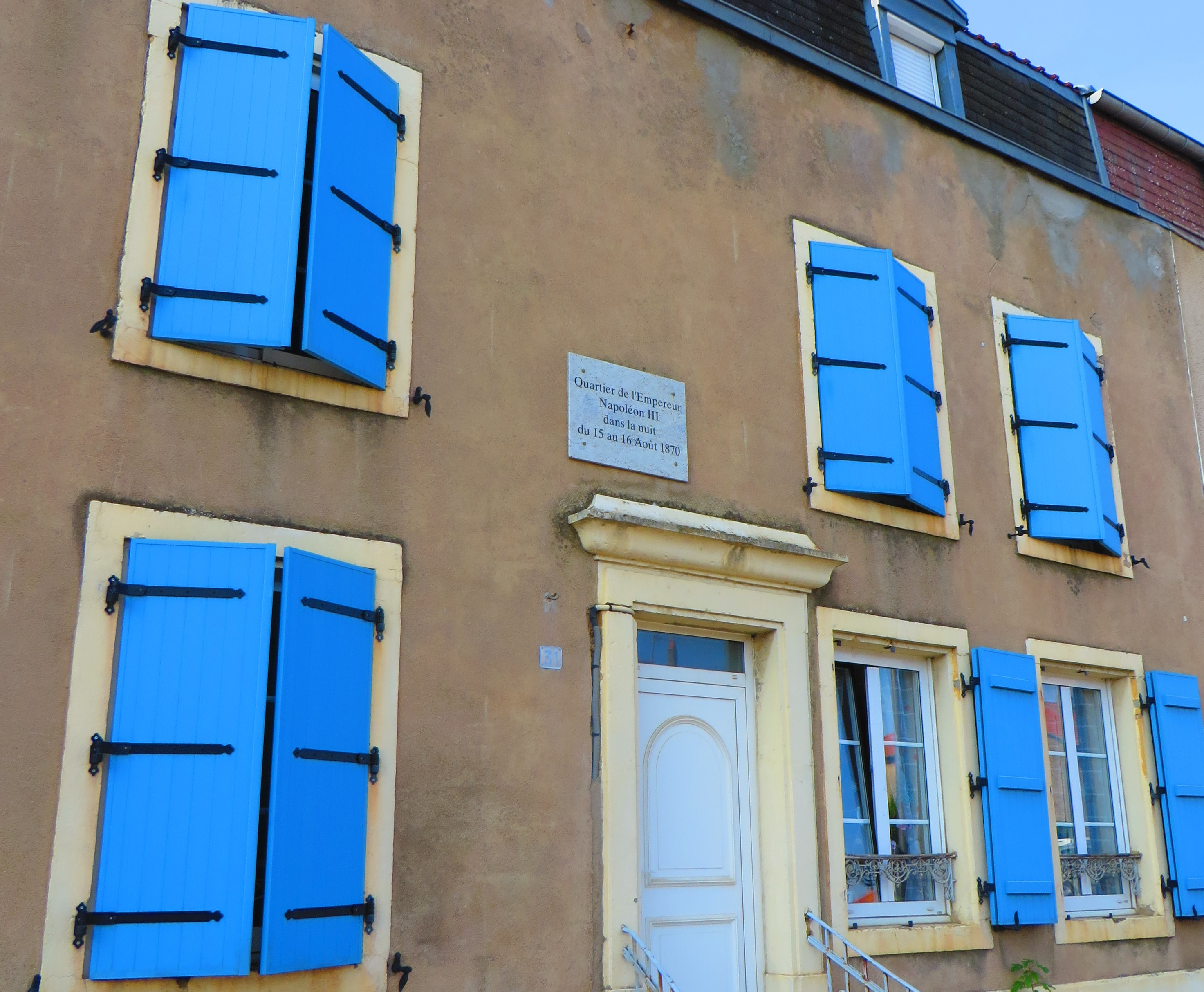
Quartier général de l'empereur.

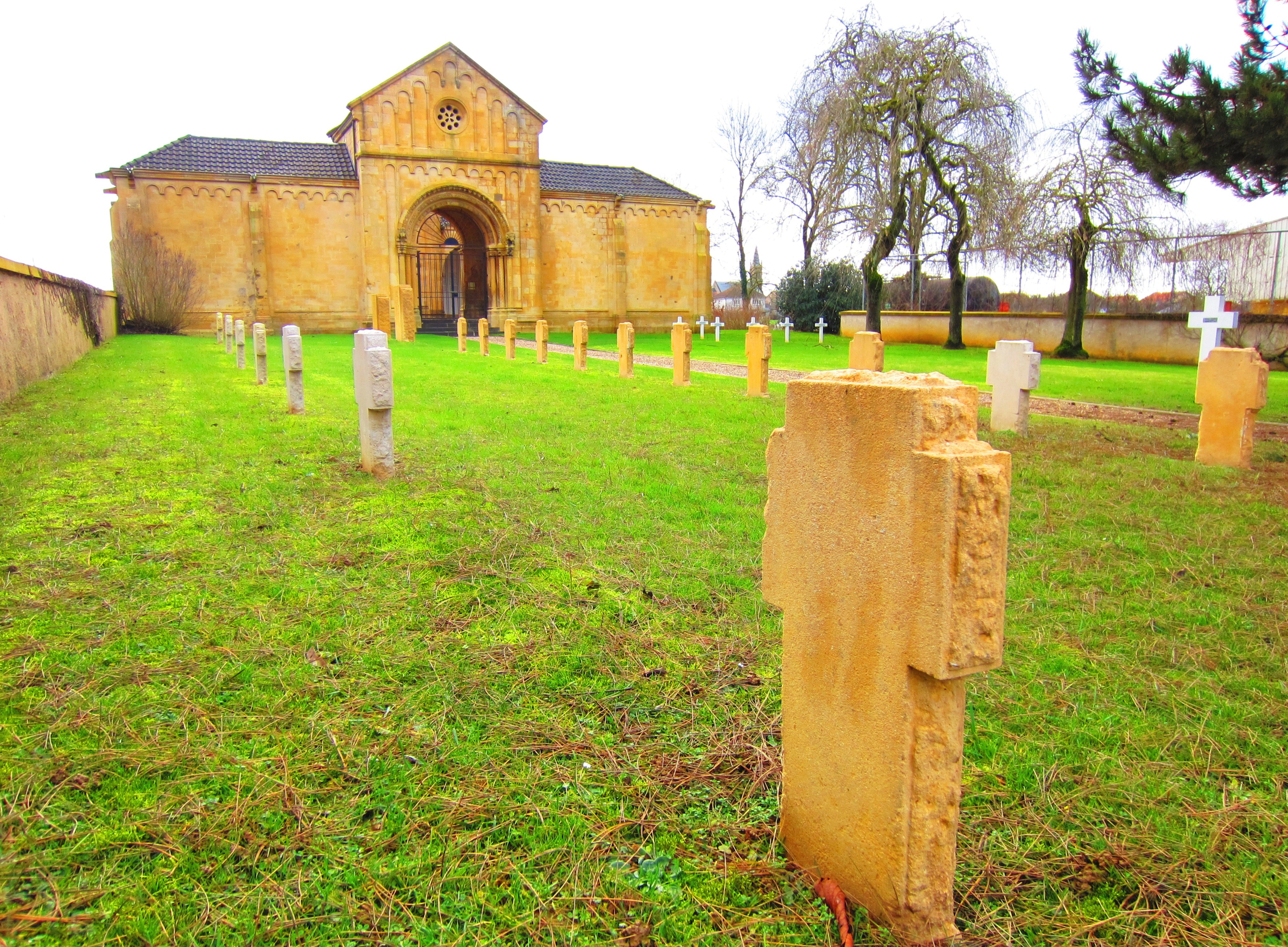
Cimetière militaire de Gravelotte.

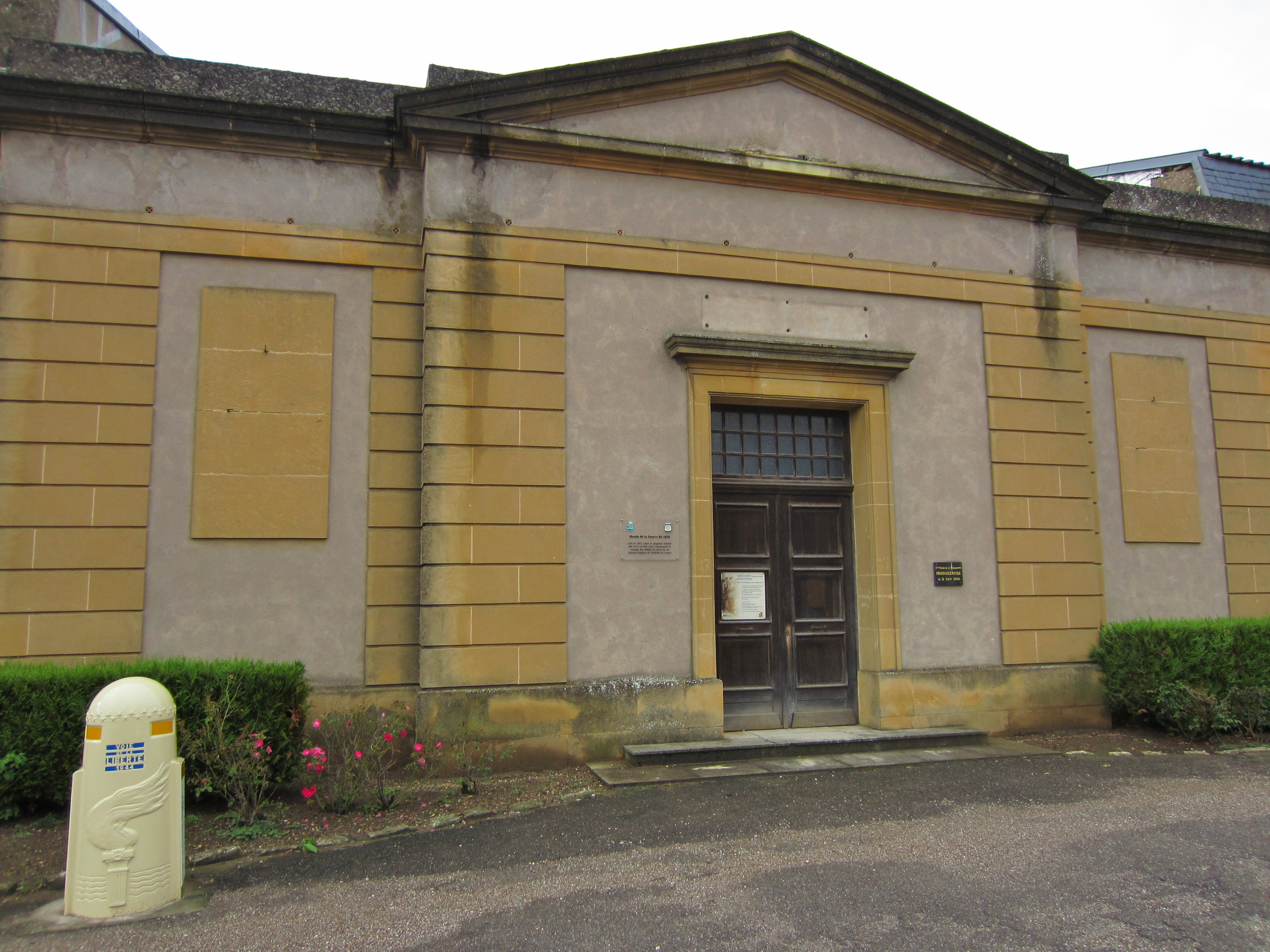
Ancien musée militaire.

- Cimetière militaire : près de 8 000 personnes y reposent.
- Halle du Souvenir, inauguré par Guillaume II.
- Musée de la Guerre de 1870 et de l'Annexion.
- Route de la Guerre.
- Monuments commémoratifs.
- Maison historique dans laquelle Napoléon III passa la nuit du 15 au 16 août 1870.

#### Édifices civils
- écurie de Verlin : école d’équitation créée en 2000.
- école maternelle : cinquante enfants scolarisés en 2009.
- accueil périscolaire.
- terrain de football.
- salle des fêtes.
- bibliothèque, située derrière l’église : près de 7 000 livres.

- Le musée de la guerre de 1870 et de l’Annexion

Un premier musée avait été créé en 1875, qui fut acquis par une association allemande en 1908. Géré par la municipalité depuis la fin de la Première Guerre mondiale, le musée de Gravelotte est presque entièrement détruit par les bombardements américains de 1944. Transféré, puis réinstallé à son emplacement actuel en 1958, il subit les dommages d’un attentat – explosion d’un obus – en 1978, occasionnant d’importantes réparations.
Fermé en l’an 2000, passé sous la tutelle du conseil général de la Moselle, le musée pour lequel un comité scientifique est constitué en 2003, rouvre en 2013 dans un bâtiment de 2 000 m2 situé à proximité de « La Halle du Souvenir ». Le conseil général de la Moselle a prévu de consacrer à ce projet une enveloppe globale de 8,6 M€.
Le 9 mars 2012 a lieu la pose de la première pierre du musée par Patrick Weiten, président du conseil général de la Moselle et Gérard Longuet, ministre de la Défense et des Anciens Combattants.

#### Édifice religieux
- L’ancienne église Saint-Léonard (XVe siècle) est détruite en 1870, reconstruite en style néogothique en 1881, endommagée en 1944, et entièrement restaurée en 1950 avec des vitraux de Nicolas Untersteller.

### Personnalités liées à la commune
- Pierre Massenet, député français, né à Gravelotte en 1748[24].

### Héraldique
| Blason | Blasonnement : de gueules aux trois besants d’or, le premier chargé d’une ombre de croisette pattée, au chef d’argent de trois coquilles de sable. |